# 大卫墓
大卫王墓（希伯來語：‎）坐落在耶路撒冷锡安山，自12世纪起就被视为以色列国王大衛王埋葬的地点。紧邻圣母升天修道院。它位于昔日拜占庭的“圣锡安”教堂遗址的楼下一角，同一建筑物的二楼，根据可追溯到4世纪的拜占庭传统，认定为马可楼，原来的基督教聚会场所。
在12世纪，两名犹太工人在原大卫宫殿挖掘隧道，发现金皇冠和权杖，便认定该处必定是大卫的坟墓。保存到今天的哥特式棺材是由十字军所建。1335年古教堂成为方济各会修道院，但一度因与希腊正教会牧首关系紧张而关闭。方济各会修道院并不包括今天的大卫王墓建筑群，只包括西部的一个房间，因为它被认定是最后的晚餐的地点。修士们常常将垃圾扔到东侧，今天的墓地。1490年代，穆斯林清理垃圾，在被忽视的东侧，今日的大卫墓所在地。建立穆斯林祈祷的地方。1524年，方济各会被逐出锡安山。苏莱曼大帝出资建造了伊本·达乌德清真寺。根据1529年苏丹苏莱曼大帝的法令，该地点的所有权交给巴勒斯坦穆斯林家族Dajani家族（先知穆罕默德孙子侯赛因的后代）。此后，Dajani家族负责监督和维护这个地点。
1948年阿以战争之后，它落在了绿线的以色列一侧。从1948年到1967年，耶路撒冷老城被约旦占领，禁止犹太人进入，即使是去犹太圣地祈祷。来自全国和世界各地的犹太人朝圣者前往大卫墓，爬到屋顶去祷告。自1949年以来，一块蓝布被放在棺材上。该建筑现在是流散神学院的一部分。
2012年12月，身份不明的人彻底摧毁了该墓的大量17世纪伊斯兰瓷砖，而文物部门决定不予修复。

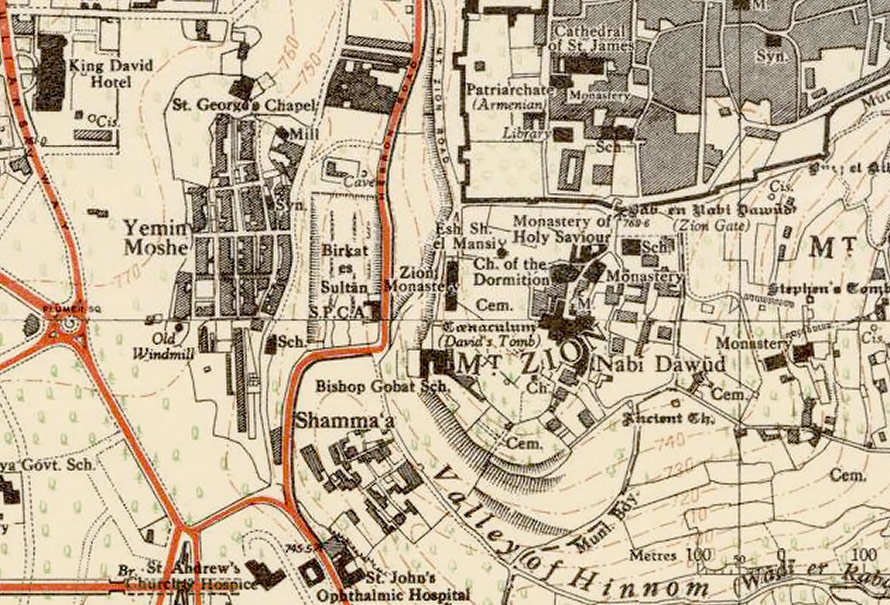
1946年锡安山地区